# Астра
 Тази статия е за растението.  За модела автомобили вижте Опел Астра.  
Астрата (Aster), известна още като богородичка, е род градински цветя. Тя цъфти в края на лятото и началото на есента.

## Видовете
- Aster alpinus – алпийско димитровче[2]
- Aster amellus – влакнесто димитровче[2]
- Aster cordifolius
- Aster divaricatus
- Aster ericoides
- Aster laevis
- Aster lateriflorus
- Aster novae-angliae
- Aster novi-belgii
- Aster pilosus
- Aster pringlei
- Aster sibericus
- Aster tataricus
- Aster tonglensis